# Huta, Sokal
Huta (în ucraineană Гута) este un sat în comuna Savciîn din raionul Sokal, regiunea Liov, Ucraina.

## Demografie
Componența lingvistică a localității Huta
     Ucraineană (99,8%)
     Alte limbi (0,2%)
Conform recensământului din 2001, majoritatea populației localității Huta era vorbitoare de ucraineană (99,8%), existând în minoritate și vorbitori de alte limbi.